# Gurgy-le-Château
Gurgy-le-Château – miejscowość i gmina we Francji, w regionie Burgundia-Franche-Comté, w departamencie Côte-d’Or.
Według danych na rok 1990 gminę zamieszkiwało 68 osób, a gęstość zaludnienia wynosiła 4 osoby/km² (wśród 2044 gmin Burgundii Gurgy-le-Château plasuje się na 842. miejscu pod względem liczby ludności, natomiast pod względem powierzchni na miejscu 554.).